# Тимирязево (Владимирская область)
Тимирязево — деревня в Гороховецком районе Владимирской области России, входит в Куприяновское сельское поселение.

## География
Деревня расположена в 13 км на юго-восток от Гороховца, в 3 км от железнодорожной станции Гороховец.

## История
До революции селение называлось Архангельский погост. В писцовых книгах Гороховецкого уезда 1628-1630 годов отмечено: «погост Apxангельский, на погосте церковь Архангела Михаила древяна клецки - строение мирское, на колокольнице 3 колокола. Вместо дотоле бывшей деревянной церкви в 1737 году, на средства Гороховецкого купца Ив. Ив. Холкина, построен в Архангельском погосте каменный храм. До 1875 года храм этот существовал без изменений, а в этом году с западной, стороны распространен. Внутренния украшения в последнее время совершенно oбновлены.
Престолов в храме два: главный в честь Сретения Господя, в трапезе теплой во имя архистратига Михаила». 
В XIX и первой четверти XX века Архангельский погост входил в Красносельскую волость Гороховецкого уезда. 
В годы советской власти до 1998 года деревня входила в Великовский сельсовет.

## Население
| 1859 | 1905 |
| ---- | ---- |
| 34   | 26   |

| 1859 | 1905 | 1926 | 2002 | 2010 | 2021 |
| ---- | ---- | ---- | ---- | ---- | ---- |
| 34   | ↘26  | ↗44  | ↘1   | ↗5   | ↗7   |

## Достопримечательности
В деревне находится действующий храмовый комплекс, включающий в себя Церковь Михаила Архангела (1737) и Церковь Троицы Живоначальной (1899).